# 신안 주씨
신안 주씨(新安 朱氏)는 중화인민공화국 안후이성 황산 시의 일대의 옛 지명인 신안군(新安郡)을 관향으로 하는 한국의 성씨이다.

## 유래
신안주씨(新安朱氏)의 동국시조(東國始祖)인 주잠(朱潛)은 남송 시대의 유학자 주희의 증손자가 되는 이인데, 남송 휘주(徽州) 출신으로, 몽골 제국의 침략을 피해 아들 주여경(朱餘慶)과 제자를 데리고 바다를 건너 고려로 망명해 금성에 정착하였다.
이후 후손들이 각지로 이주하여 능주(綾州), 전주(全州), 웅천(熊川) 등 87개에 이르는 다른 본관을 칭하였으나, 1902년 원수부 기록국 총장 주석면의 상소로 본관을 신안(新安)으로 고쳤다. 그러므로 현재 주씨(朱氏)는 신안주씨(新安朱氏) 단본(單本)이다.

## 관향의 연혁
신안(新安)은 중국 중앙부, 양자강 하류 및 회하 유역의 안휘성 휘주부에 위치하는 지명이다.

## 인물
1 주몽룡(朱夢龍)
임진왜란이 일어나자 금산군수(錦山郡守)로 의병장 강덕룡, 정기룡 등과 함께 거창 우지현 싸움에서 용전, 왜군을 격파하여 3룡으로 불렸으며 시호는 무열공(武烈公)이다.